# ヨルイチ (あきる野市)
ヨルイチとは、東京都あきる野市五日市地区で8月の最終土曜日に開催されている夜の「市」である。
地域の活性化のためにあきる野商工会が開始し、現在では五日市商和会ヨルイチ実行委員会が実施している。遠い昔、「渋谷が村だったころ、五日市は町だった。」をスローガンに企画された。「和」「静」「暗」「スロー」「古」などをテーマに懐かしい市（いち）を再現している。
催事としては、懐かしい市の他、人力車の往来やクラシックカーの展示、和をテーマにした催し物などがある。また、浴衣や着物の女性には、手提げ提灯のプレゼントやお店でサービスが受けられる場合がある。